# اینکالتو
اینکالتو (به انگلیسی: Inculto) گروه موسیقی لیتوانیایی است.
آن ها در مسابقه آواز یوروویژن ۲۰۱۰ نماینده لیتوانی بودند.